# Парижки мирен договор (1947)
Вижте пояснителната страница за други значения на Парижки мирен договор.
Парижките мирни договори, подписани на 10 февруари 1947 г. в Париж между държавите от антихитлеристката коалиция и европейските съюзнички на Третия райх България, Италия, Румъния, Унгария и Финландия, уреждат статута на петте държави след края на Втората световна война и им дават възможност да се включат в Организацията на обединените нации.

## Договор с България
От българска страна под договора слагат подписите си Кимон Георгиев, Александър Оббов и Трайчо Костов – подпредседатели на Министерския съвет.
За начална дата на участието на България във войната против хитлеристка Германия се счита 28 октомври 1944 г., датата на подписване на примирието между България и държавите от антихитлеристката коалиция. Преди тази дата страната е в състояние на война с Великобритания, САЩ и СССР, както и с нацистка Германия и Унгария. С примирието е уредено и изтеглянето на българските войски от окупираните територии на съседни държави. Последвалото участие на българската армия в окончателния разгром на хитлеристка Германия е съществен фактор за сравнително благоприятния характер на подписания договор.
Договорът влиза в сила на 15 септември 1947 г.

### Териториални клаузи
Според договора:
- границите на България се възстановяват във вида, в който са съществували до 1 януари 1941 г., т.е. преди подписването на Тристранния пакт с държавите от Оста, и съгласно придобивките от Крайовската спогодба от 1940 година, довели до присъединяването на Южна Добруджа;[1]
- искането на България за връщане на Западна Тракия е отхвърлено, освен това тя се задължава да демилитаризира южната си граница.

### Военни клаузи
Българската войска е сведена до 65 хил. души, задължителната военна служба за населението е запазена. България няма право да строи укрепления по границата си с Гърция. Военноморският флот е ограничен до 3500 души и тонаж от 7250 тона, като е забранено производството и притежаването на контактни мини и торпеда, торпедни катери, подводници и щурмови кораби.
Военните клаузи на Парижкия договор никога не са прилагани на практика, тъй като България попада под контрола на Съветския съюз, който в условията на Студената война открито се конфронтира с доскорошните си съюзници и въоръжава страната според собствените си стратегически цели.

### Финансови клаузи
Парижкият договор предвижда репарации, които в много отношения са по-тежки от наложените от Ньойския договор в края на Първата световна война. България се задължава да изплати 70 милиона долара репарации, от които 45 милиона долара на Гърция и 25 милиона долара на Югославия. Изплащането трябва да стане в стоки по цени от 1938 г., завишени само с 10 – 15%, което увеличава реалната стойност на задължението до 119 милиона долара. Тази сума е многократно по-ниска от репарациите, определени с Ньойския договор, но е почти два пъти по-голяма от реално изплатените по него суми. В допълнение към това репарациите трябва да бъдат изплатени само за 8 години, което прави годишните вноски над 8 пъти по-високи от плащаните по Ньойския договор. Стойността им се равнява на половината от целия годишен износ на страната през 1945 – 1946 г.
Малко по-късно Югославия опрощава репарациите на България като жест на добра воля в контекста на преговорите за създаване на федерация между двете страни.
Освен наложените репарации България се отказва от всички свои вземания от Германия за времето след 1 септември 1939 г. Стойността им е около 100 милиона долара, главно неизплатени стоки, изнесени в Германия въз основа на клиринговите взаимоотношения между двете страни. На България не е разрешено да компенсира тези вземания с германските активи на българска територия, които съгласно решение на Съюзната контролна комисия в Германия се дължат на Съветския съюз, както и самите вземания от Германия.

### Политически последствия
Подписването на мирния договор лишава западните съюзници от основното им средство за политически натиск върху отечественофронтовското правителство в България. Комунистическата партия се възползва от това и още през лятото на 1947 г. депутатите от опозицията са арестувани, а седмица след влизането на договора в сила е екзекутиран лидерът на опозицията Никола Петков. С изключение на Земеделския съюз, партиите от Отечествения фронт са закрити. На 4 декември е приета т. нар. Димитровска конституция, която е по образец на съветската от 1936 г. С това се поставя край на фасадната многопартийност от първите години след Деветосептемврийския преврат (1944 г.) и окончателно се утвърждава тоталитарният режим.

## Договор с Италия

### Политически клаузи
Според договора Италия е съвоюваща страна, имаща статут на победена държава, но не е страна съюзник от антихитлеристката коалиция, въпреки че от септември 1943 г. до май 1945 г. нейните правителствени войски и войските на Съпротивата вземат активно участие в разгрома на нацистка Германия.

### Финансови клаузи
Италия трябва да плати репарации на СССР в размер на 100 милиона долара (искането на СССР е за 600 млн., но САЩ и Великобритания убеждават съветското правителство да намали сумата на 100 млн.), на Югославия – 125 млн., на Гърция – 105 млн., на Етиопия – 25 млн. и на Албания – 5 млн.

### Военни клаузи
Италианската армия е сведена до 185 хил. души, като от тях 60 хил. са карабинери, и 150 военни и транспортни самолети, като е запазена задължителната военна служба. По силата на подписаното на 3 септември 1943 г. примирие на Италия с антихитлеристката коалиция, Италия с италианската армия е длъжна да участва във войната на страната на съюзническата коалиция СССР, САЩ и Великобритания и след войната да демобилизира въоръжените си сили до мирновременна численост. Част от италианския флот е реквизиран от съюзниците, като на конференцията САЩ и Великобритания връщат в знак на добра воля корабите на Италия през 1944 г., които са взели през 1943 г. В действителност тази стъпка е продиктувана от два фактора – първият е, че на състоялата се през февруари 1943 г. Техеранска конференция съветският ръководител Йосиф Сталин, по молба на италианското правителство на маршал Пиетро Бадолио (включващо всички антифашистки партии, в това число Италианската комунистическа партия на Палмиро Толяти), поставя пред британския премиер Уинстън Чърчил въпроса за несправедливото третиране от страна на САЩ и Великобритания на бившите съюзници на Германия, обявили ѝ война след 1943 г., а вторият е поради желанието Италия да бъде под контрола на западните съюзници. Италия няма право да строи укрепления по границите си с Франция, Югославия, по Адриатическото крайбрежие и на островите Сицилия и Сардиния.

### Териториални клаузи
По предходния спор за Далмация Италия предава територията с градовете Брига и Тенда, както и много други по западната си граница, на Франция. След подписаното примирие на Италия с антихитлеристката коалиция – септември 1943 г. и обявената от Италия война на нацистка Германия на 13 октомври 1943 г. се сключват споразумения между италианските правителства на маршал Пиетро Бадолио и Иваное Бономи (делегат на Италия през 1944 г. в разговорите с Йосип Броз Тито и Енвер Ходжа е министър Палмиро Толяти – лидер на Италианската комунистическа партия) с Антифашисткото събрание за народно освобождение на Югославия (АВНОЮ) на Йосип Броз Тито за това, че италианските войски, намиращи се в Югославия до 1943 г., се задължават да останат там до края на войната и да участват в освобождението на Югославия от германска окупация. Подобно споразумение е подписано и с Албания на Енвер Ходжа. През 1943 – 1945 г. италианските войски в Югославия и Албания съвместно със съветската армия, българската армия (от септември 1944 г.) и югославската народноосвободителна войска се сражават успешно срещу германските войски, хърватските войски на т. нар. Независима хърватска държава под ръководство на пронацисткия усташки режим на Анте Павелич и войските на албанските националисти от „Бали Комбетар“ и СС дивизията „Скендербег“, също съюзници на нацистка Германия. За свободата на Югославия загиват 22 хил. италиански войници и офицери. На мирната конференция югославският лидер Йосип Тито произнася възторжено реч в защита на италианските заслуги за разгрома на Германия, а в защита на италианските интереси с цел да не се откъснат суверенни италиански територии се обявява и делегацията на СССР. Истрия с град Фиуме на изток, който става италианска територия през 1918 г. и не е населен предимно с италианско население, а със словенско, е предаден на Югославия и е включен в съюзната република Хърватско, докато Югославия окупира през 1945 г. Триест и го разглежда като своя територия. До 1954 г. Триест е международна зона, като през същата година Югославия подписва договор с Италия, с който връща града на Италия, а по-голямата част от областите източно от него минават към Югославия. Независимостта на Албания е препотвърдена. Италианските колонии Еритрея, Сомалия и Либия преминават под мандата на ООН. По-късно Еритрея е присъединена към Етиопия, а Сомалия се управлява от ООН от Италия до 1961 г., когато е провъзгласена независимостта ѝ. Либия е подмандатна на ООН до независимостта си през 1951 г. Намиращите се от 1911 г. във владение на Италия Додеканезки острови са предадени на Гърция. Съгласно подписаното през септември 1943 г. примирие на Италия с антихитлеристката коалиция тя се задължава да се откаже от претенциите си върху окупираните от нея Йонийски острови – Кефалония, Корфу и др., на които живее освен гръцко и италианско население, преселило се от южна Италия и Сицилия в предходни години, но по споразумения на италианските правителства от 1943 и 1944 г. с правителствата и народноосвободителните партизански движения на Гърция ЕЛАС и др. италианските войски са длъжни да останат до края на военните действия с нацистка Германия на териториите на тези острови, както и в цяла Гърция, за да участват в освобождението им от германска окупация, като мирният договор от 1947 г. потвърждава и тези острови като територия на Гърция.

## Договор с Румъния
Договорът потвърждава предвидената в пакта Молотов-Рибентроп анексия на Бесарабия и Северна Буковина от Съветския съюз, както и установеното с Крайовската спогодба връщане на Южна Добруджа на България. За сметка на това, Румъния получава Северна Трансилвания от Унгария. Репарациите ѝ към Съветския съюз възлизат на 300 млн. долара.

## Договор с Унгария
Отменя всички ревизии, направени между 1938 и 1941 г., и допълнително присъжда три общини на Чехословакия: Оросвар, Хорватуйфалу и Дуначун (днес и трите са райони на гр. Братислава).
Унгария се задължава да изплати общо 300 млн. долара репарации.

## Договор с Финландия
Финландия, като съюзник на Германия между 1941 и 1944 г., губи придобитите по време на войната територии и се задължава да изплати общо 300 млн. долара репарации.